# Боулдинг, Кеннет
Кеннет Юарт Бо́улдинг (англ. Kenneth Ewart Boulding; 18 января 1910 года, Ливерпуль — 18 марта 1993 года, США) — американский экономист, социолог и поэт английского происхождения.

## Биография
Окончил Оксфорд, работал в Эдинбургском университете. Американское гражданство получил в 1968 году. В США служил в Мичиганском и Колорадском университетах, в Стэнфорде; некоторое время работал в Международном христианском университете (Токио).
Президент Американской экономической ассоциации (1968). Членкор Британской академии (1982). Лауреат медали Джона Бейтса Кларка (1949).
Жена — Элис Боулдинг, социолог. Вместе с женой Боулдинг был активным членом квакерского религиозного сообщества, принимал участие в собраниях по всей стране.

## Основные произведения
- «Экономический анализ» (Economic Analysis, 1941)
- «Реконструкция экономической теории» (A Reconstruction of Economics, 1950)
- «Образ» (The Image, 1956)
- «Конфликт и защита» (Conflict and Defence: A General Theory ,1962)
- Beyond Economics: Essays on Society, Religion, and Ethics, 1968
- Ecodynamics: A New Theory of Societal Evolution, 1978

На русском
- Общая теория систем — скелет науки // Исследования по общей теории систем. — М.: Наука, 1969.
- Экономическая наука и социальные системы // Панорама экономической мысли конца XX столетия. В 2-х томах. — СПб.:Экономическая школа, 2002. — Т. 2, С. 907—927. — ISBN 5-900428-66-4.